# NGC 5774
NGC 5774 is een balkspiraalstelsel in het sterrenbeeld Maagd. Het hemelobject werd op 26 april 1851 ontdekt door de Ierse astronoom William Parsons.

## Synoniemen
- UGC 9576
- MCG 1-38-13
- ZWG 48.57
- KCPG 440A
- IRAS 14511+0347
- PGC 53231